# Елвін Берлекемп
Елвін Берлекемп (англ. Elwyn Berlekamp, 6 вересня 1940, Довер — 9 квітня 2019, П'ємонт) — американський математик. Заслужений професор математики, електротехніки та комп'ютерних наук в університеті Каліфорнії в Берклі. Елвін Берлекемп відомий своїми роботами в області теорії кодування та комбінаторній теорії ігор.

## Біографія
Елвін Берлекемп народився в місті Довер, штат Огайо. Його родина переїхала в Північний Кентуккі, де Елвін закінчив вищу школу. Будучи студентом Массачусетського технологічного інституту, він брав участь у Путнамовській олімпіаді 1961 року. 1962 року Елвін отримав ступінь бакалавра і магістра в галузі електротехніки. Продовжуючи свої дослідження в Массачусетському технологічному інституті, він закінчив свій докторський ступінь в області електротехніки 1964 року, його радниками були Роберт Галлагер, Пітер Еліас, Клод Шеннон і Джон Возенкрафт. Елвін Берлекемп викладав електротехніку в Університеті Каліфорнії з 1964 до 1966 року, поки він не став дослідником у математичній галузі в лабораторії Белла. У 1971 році він повернувся в Берклі як професор математики, електротехніки та комп'ютерних наук, де він працював консультантом понад двадцяти докторантів. В даний час він заслужений професор.
Він є членом Національної інженерної академії (1977) і Національної академії наук США (1999). Він був обраний членом Американської академії мистецтв і наук 1996 року і став членом Американського математичного товариства 2012 року. 1991 року він отримав медаль Річарда Геммінга, а 1993 — премію Шеннона. 1998 року він отримав премію Золотий Ювілей за технологічні інновації від IEEE Information Theory Society. Він входить до ради директорів Gathering 4 Gardner.
Елвін Берлекемп є винахідником алгоритму розкладання поліномів на множники, й одним з винахідників алгоритмів Велч-Берлекемпа та Берлекемпа-Мессі, які використовуються для реалізації коду Ріда-Соломона. У середині 1980-х років він був президентом Cyclotomics Inc. — корпорації, яка розробила технологію коду з корекцією помилок. Він є співавтором з Джоном Конвеєм і Річардом Ґаєм книги Переможні Шляхи для вашої математичної п'єси, яка призвела до його визнання як одного з творців комбінаторної теорії ігор. Він вивчав різні ігри, в тому числі Палички, Лис та гуси й особливо Ґо. З Девідом Вулфом Берлекемп написав у співавторстві книгу «Математична Ґо», яка описує методи для аналізу певних класів ендшпілів Ґо.
Окрім математики та інформатики, Берлекемп також активно досліджує грошове господарство. 1986 року він почав інформаційно-теоретичні дослідження товарних і фінансових ф'ючерсів. 1989 року Берлекемп придбав найбільшу частину у торговій компанії під назвою Renaissance Technologies. Після того, як були переписані ф'ючерсні торгові алгоритми фірми, Axcom's Medallion Fund 1990 року повернув на 55 % більше, за вирахуванням всіх зборів на управління і транзакційних витрат. Фонд і надалі продовжував отримувати річний прибуток, який перевищує 30 % під керівництвом Джеймса Гарріса та його компанії Renaissance Technologies.
У Берлекемпа та його дружини Дженніфер є дві дочки і син, які живуть в місті П'ємонт.

## Вибрані роботи
- Block coding with noiseless feedback. Thesis, Massachusetts Institute of Technology, Dept. of Electrical Engineering, 1964.
- Algebraic Coding Theory, New York: McGraw-Hill, 1968. Revised ed., Aegean Park Press, 1984, ISBN 0-89412-063-8.
- (with John Horton Conway and Richard K. Guy) Winning Ways for your Mathematical Plays.
  - 1st edition, New York: Academic Press, 2 vols., 1982;[7] vol. 1, hardback: ISBN 0-12-091150-7, paperback: ISBN 0-12-091101-9; vol. 2, hardback: ISBN 0-12-091152-3, paperback: ISBN 0-12-091102-7.
  - 2nd edition, Wellesley, Massachusetts: A. K. Peters Ltd., 4 vols., 2001—2004; vol. 1: ISBN 1-56881-130-6; vol. 2: ISBN 1-56881-142-X; vol. 3: ISBN 1-56881-143-8; vol. 4: ISBN 1-56881-144-6.
- (with David Wolfe) Mathematical Go. Wellesley, Massachusetts: A. K. Peters Ltd., 1994. ISBN 1-56881-032-6.[8]
- The Dots-and-Boxes Game. Natick, Massachusetts: A. K. Peters Ltd., 2000. ISBN 1-56881-129-2.